# St. Peter und Paul (Berlin-Wannsee)

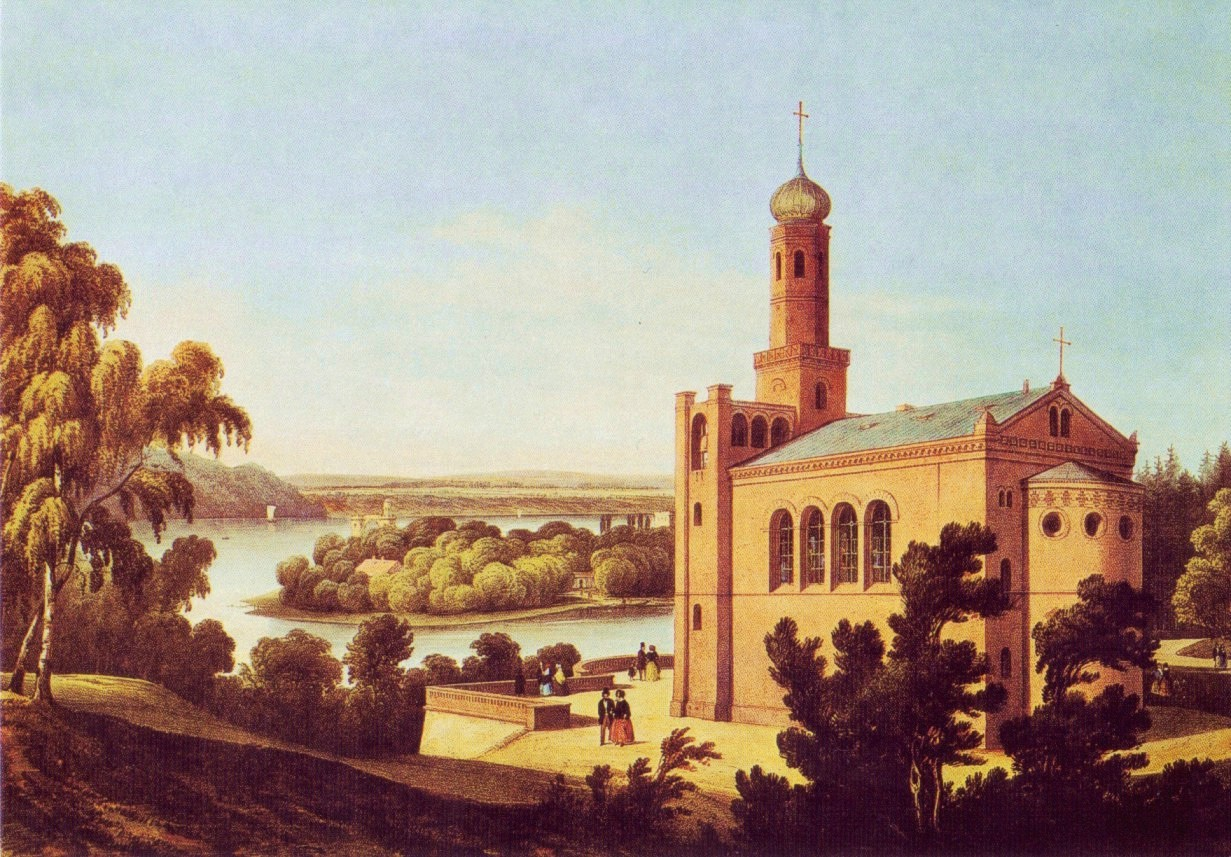
St. Peter und Paul um 1850

St. Peter und Paul auf Nikolskoe (russ.: Никольское/Nikolskoje) ist eine evangelische Kirche nördlich des Glienicker Parks von Berlin am Rand der Stolper Berge.

## Geschichte

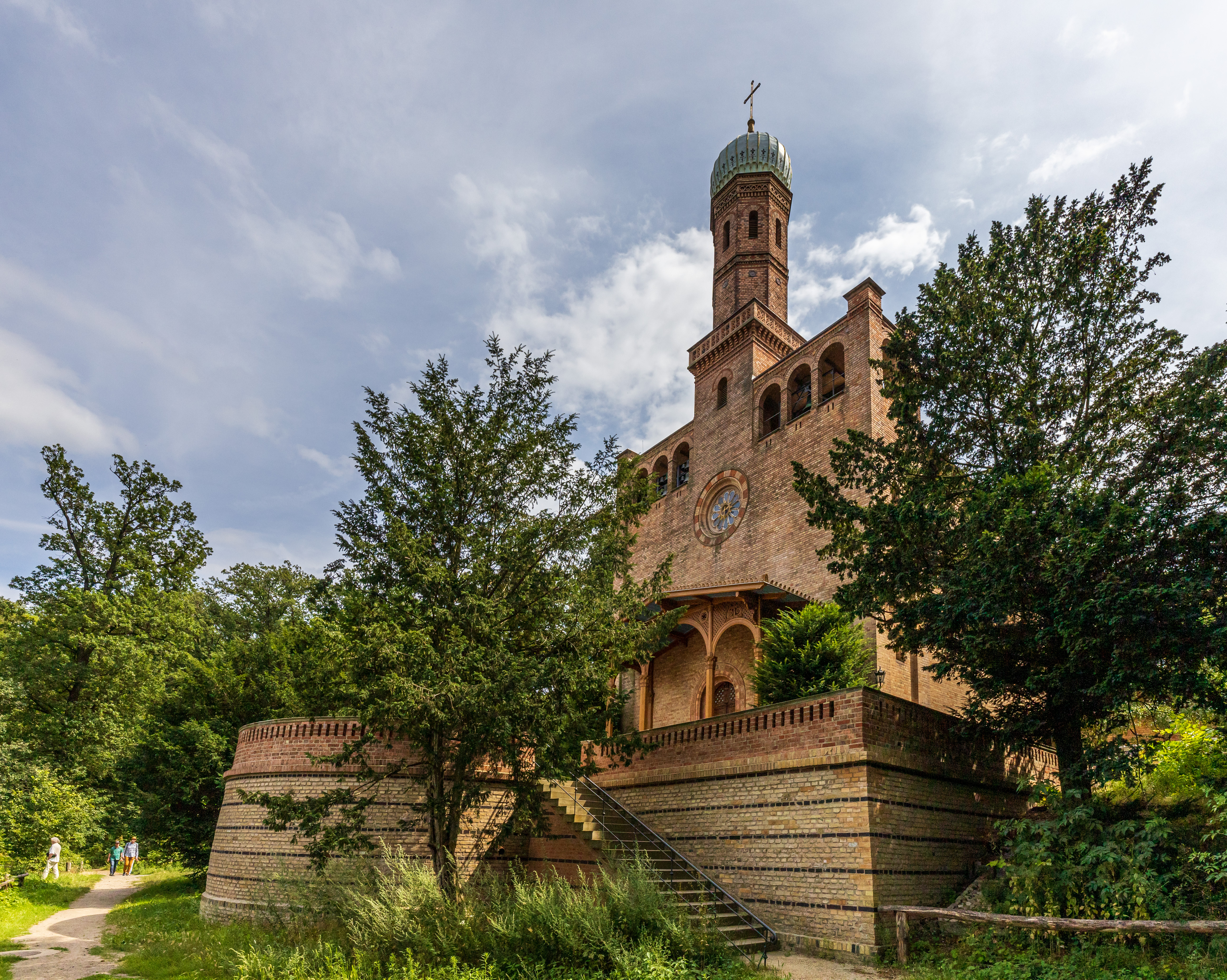
Frontseite der Kirche

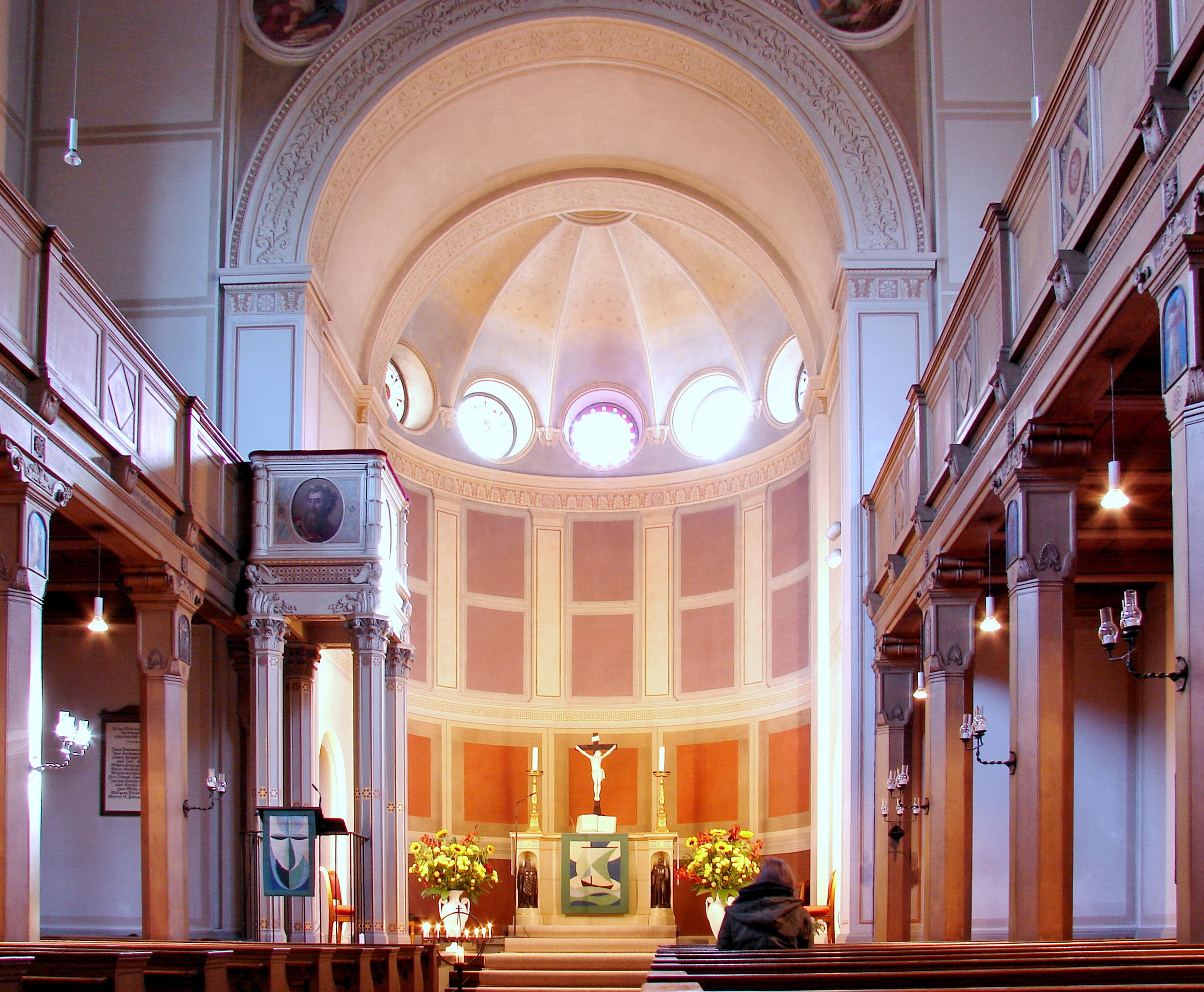
Innenraum

Der Name Nikolskoe kommt vom russischen Wort Никольское/Nikolskoje, wörtlich ‚das Nikolai Gehörende‘, wobei das dazugehörende sächliche Substantiv im russischen Sprachgebrauch zur Vereinfachung weggelassen wird.
Das Kirchengebäude soll mit seinem Zwiebelturm an russisch-orthodoxe Kirchen erinnern, ist im Übrigen aber typisch protestantisch und hat nicht die Struktur orthodoxer Kirchenbauten wie der Alexander-Newski-Gedächtniskirche im benachbarten Potsdam.
König Friedrich Wilhelm III. ließ sie auf Anregung seiner Tochter, der Zarin Alexandra Fjodorowna, Ehefrau von Nikolaus I., für die Bewohner Klein Glienickes und der Pfaueninsel weitab von Klein Glienicke, an einem Steilufer der Havel, nahe der Pfaueninsel und dem Blockhaus Nikolskoe durch die Architekten Friedrich August Stüler und Albert Dietrich Schadow errichten. Eine Entwurfsskizze von 1833 belegt die Mitarbeit von Karl Friedrich Schinkel an der Planung der Kirche. Er entwarf Teile der Schauseite und fügte die von Auftraggeber König Friedrich Wilhelm III. geforderten russischen Motive dazu.
Am 13. August 1837 wurde die Kirche eingeweiht. Die Entwürfe wurden im Architektonischen Album  veröffentlicht – auch eine Variante ohne den russischen Zwiebelturm.
Die Kirche gehört zum Evangelischen Kirchenkreis Teltow-Zehlendorf in der Evangelischen Kirche Berlin-Brandenburg-schlesische Oberlausitz, hat aber keine Kirchengemeinde.

## Ausstattung
Ihr heutiges Glockenspiel wurde am 1. Dezember 1985 im Gottesdienst des 1. Advent eingeweiht und ist an das der Potsdamer Garnisonkirche angelehnt.

## Orgel
Die Orgel wurde ursprünglich 1837 von dem Orgelbauer Friedrich Turley mit acht Registern auf einem Manual erbaut. Der heutige Zustand geht auf Vergrößerungen und Umbauten durch Alexander Schuke 1937 und Karl Schuke 1986/87 zurück. Das Schleifladen-Instrument hat 19 Register auf zwei Manualen und Pedal. Die Spieltrakturen sind mechanisch, die Registertrakturen sind elektrisch.
| I Hauptwerk C–f3 |             |    |
| 1.               | Principal   | 8′ |
| 2.               | Koppelflöte | 8′ |
| 3.               | Salizional  | 8′ |
| 4.               | Oktave      | 4′ |
| 5.               | Rohrflöte   | 4′ |
| 6.               | Oktave      | 2′ |
| 7.               | Mixtur IV   |    |

| II Nebenwerk C–f3 |                 |    |
| 08.               | Quintadena      | 8′ |
| 09.               | Gedackt         | 8′ |
| 10.               | Blockflöte      | 4′ |
| 11.               | Waldflöte       | 2′ |
| 12.               | Sesquialtera II |    |
| 13.               | Sifflöte        | 1′ |
| 14.               | Cymbel III      |    |
| 15.               | Krummhorn       | 8′ |
|                   | Tremulant       |    |

| Pedalwerk C–f1 |           |     |
| 16.            | Subbass   | 16′ |
| 17.            | Flöte     | 08′ |
| 18.            | Nachthorn | 04′ |
| 19.            | Posaune   | 16′ |

## Hohenzollern-Gruft
In der Kirche befindet sich die Gruft des Prinzen Carl von Preußen, Bruder Kaiser Wilhelms I., und seiner Ehefrau Marie, Prinzessin von Sachsen-Weimar-Eisenach, der Schwester Kaiserin Augustas. Später wurden dort auch ihr Sohn, der Generalfeldmarschall Prinz Friedrich Karl von Preußen, dessen Ehefrau Maria Anna, Prinzessin von Anhalt-Dessau und ihre ältere Tochter Luise von Preußen (geschiedene Landgräfin von Hessen-Philippsthal-Barchfeld) bestattet.

## Bildergalerie

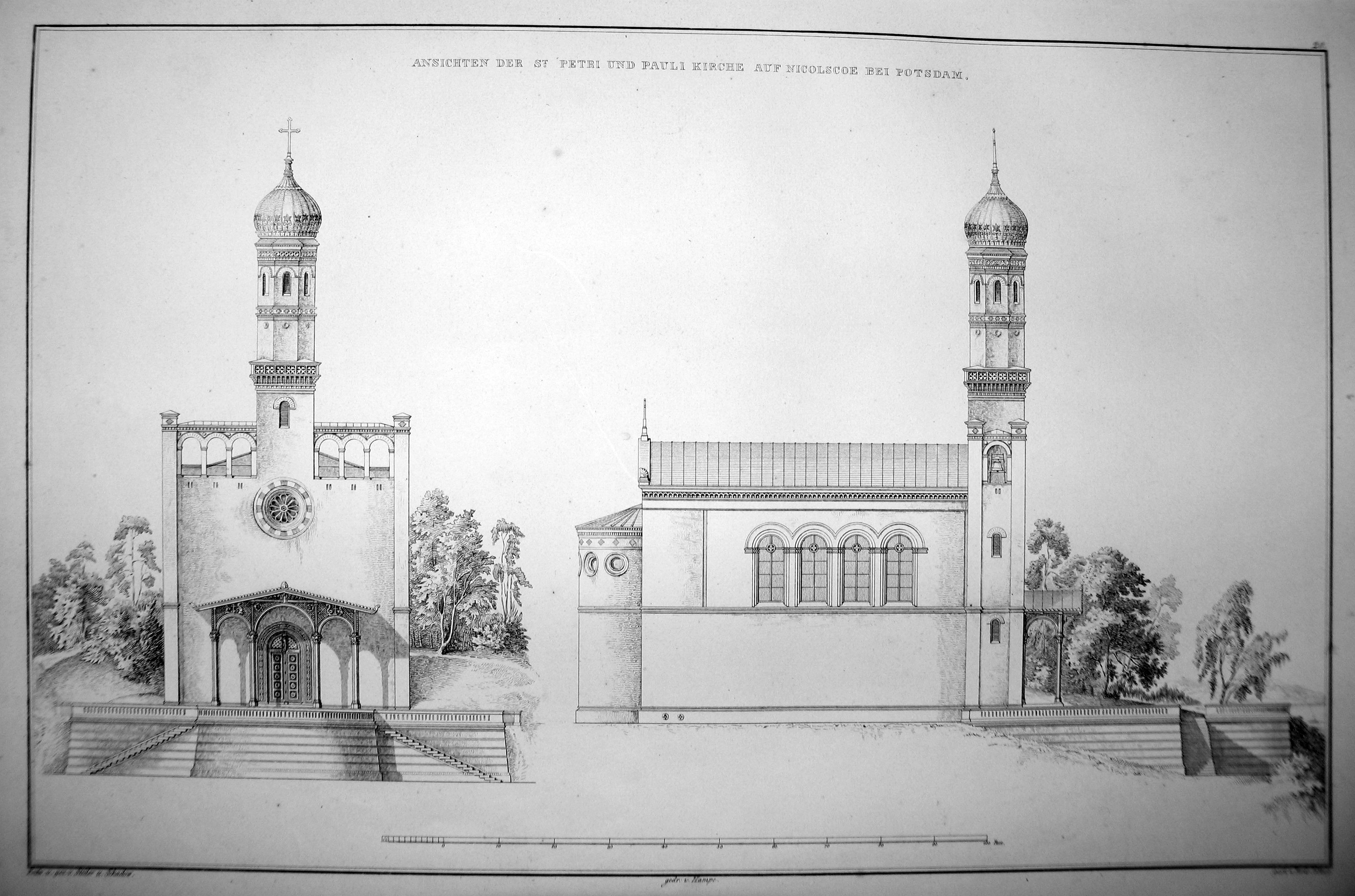
Ansicht von St. Peter und Paul aus dem Architektonischen Album, 1842
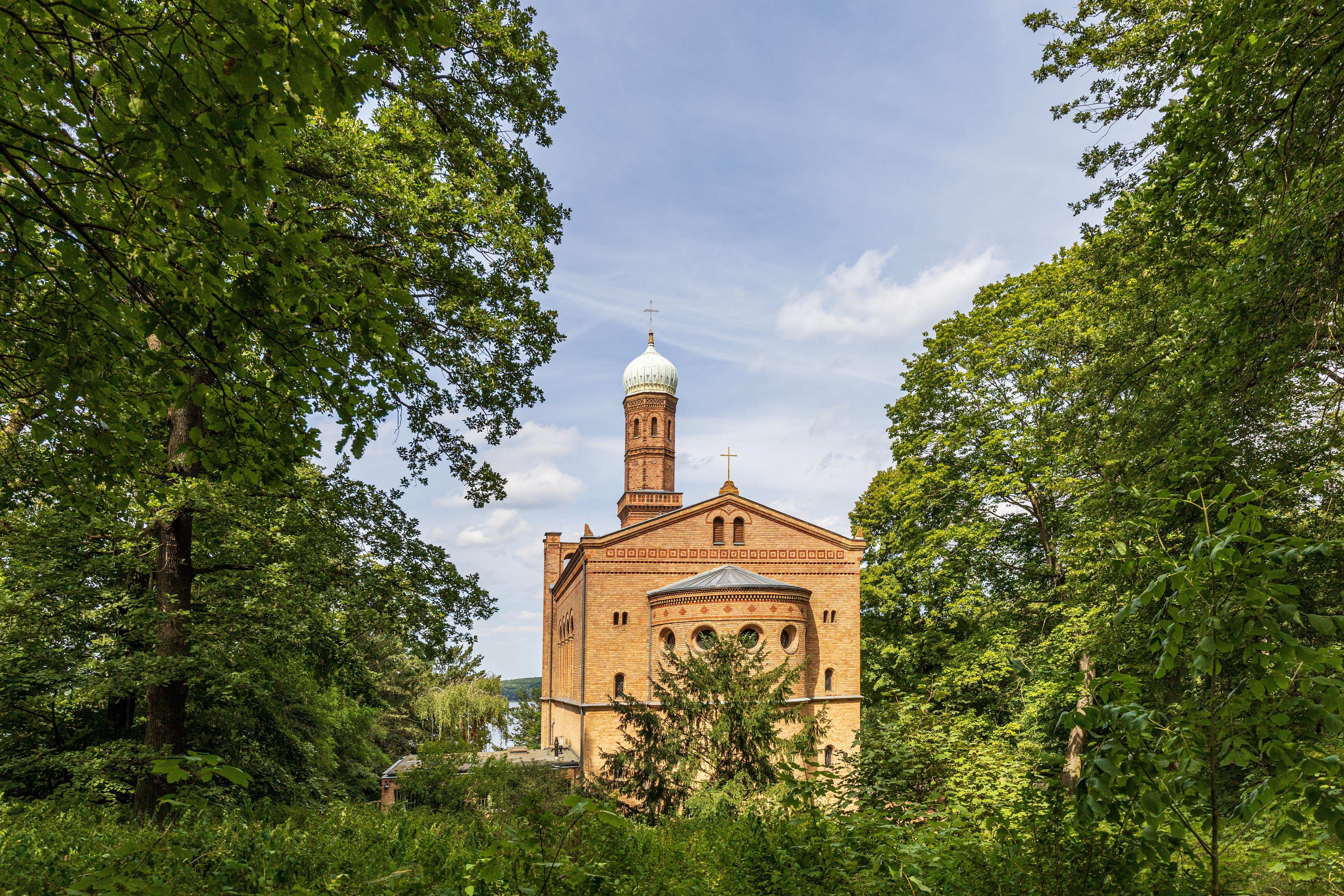
St. Peter und Paul, Rückseite
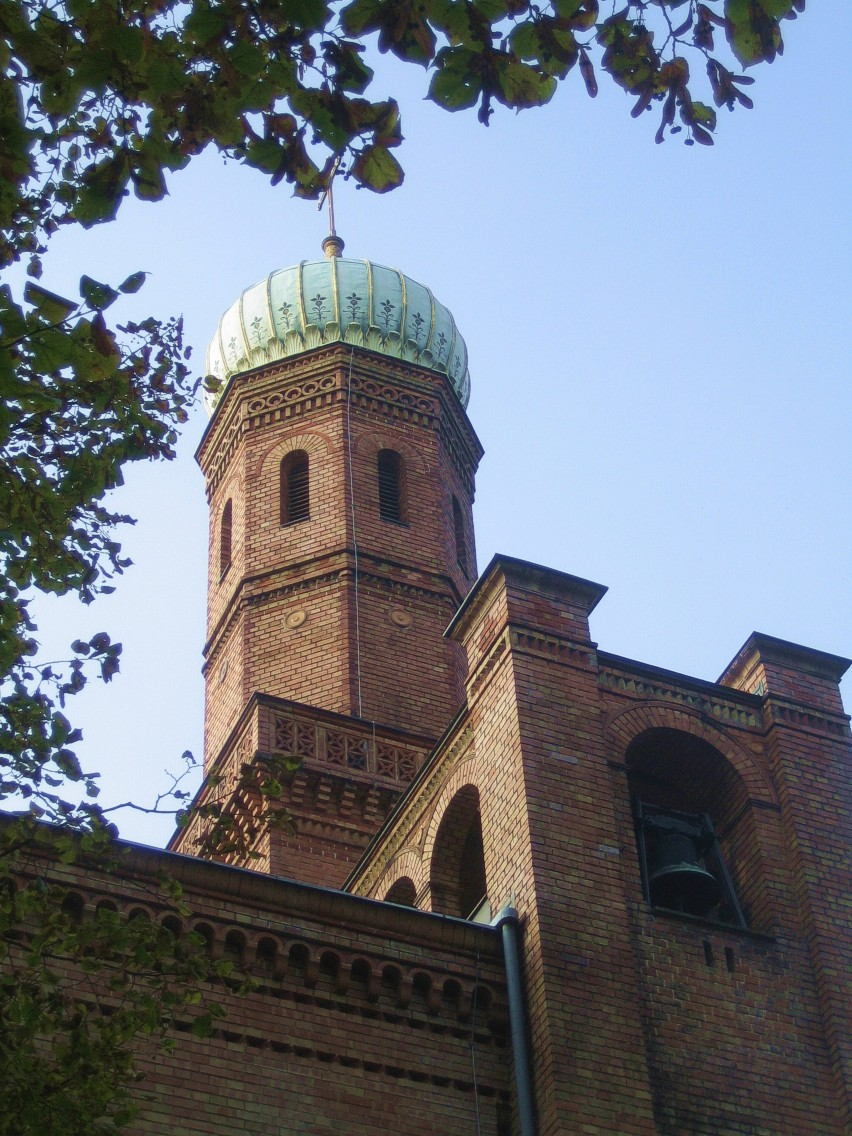
St. Peter und Paul, Turm und Glockenstuhl
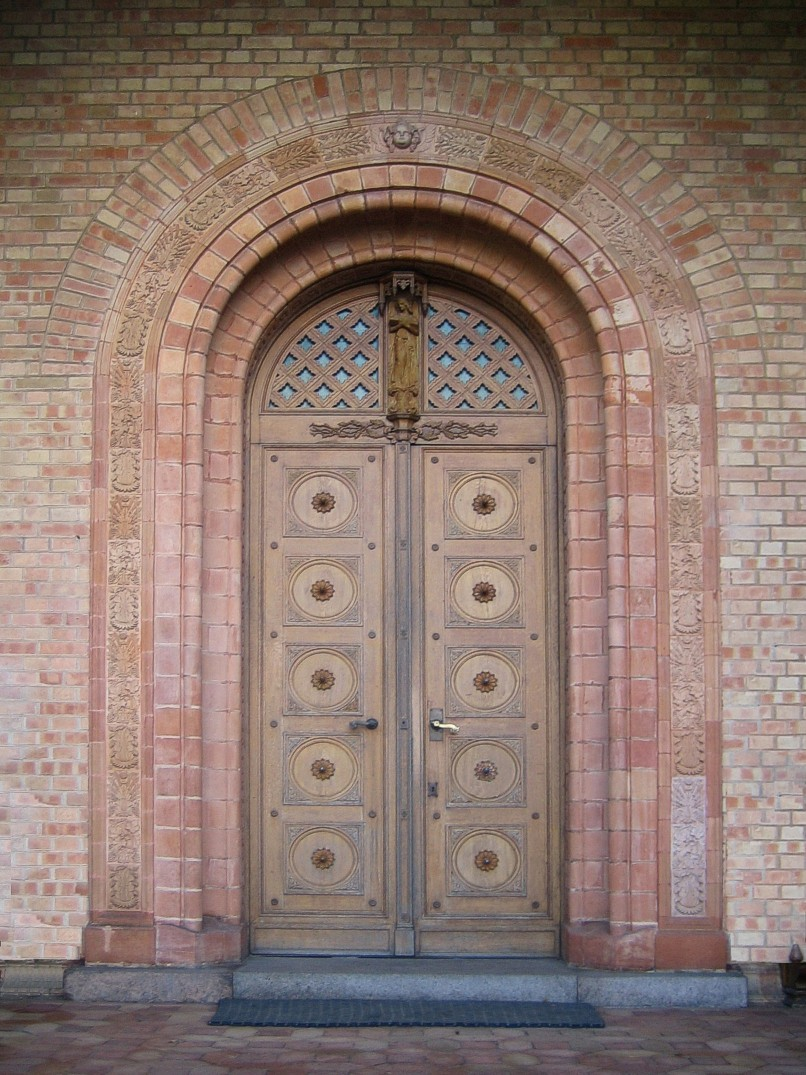
St. Peter und Paul, Haupteingang
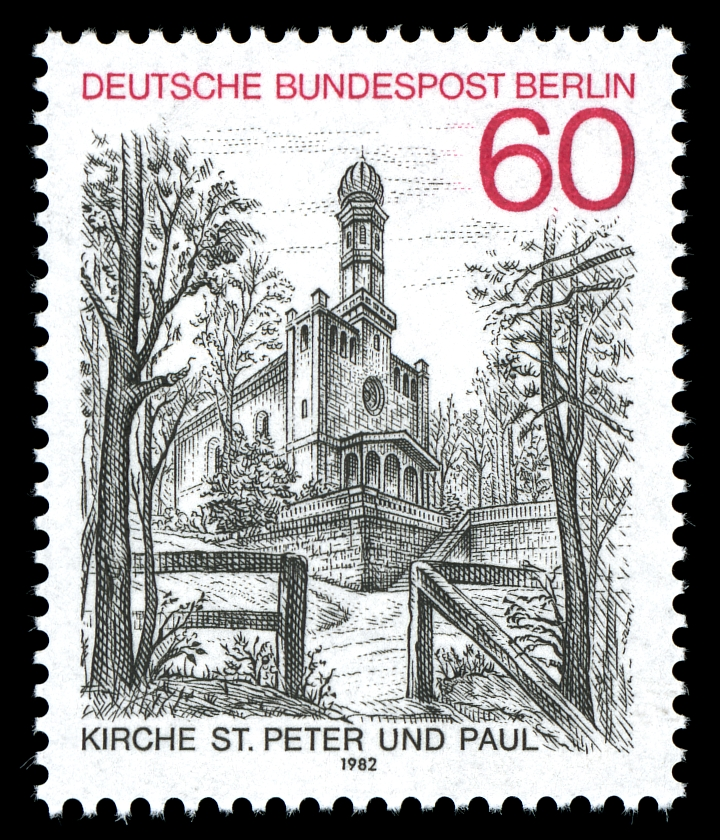
St. Peter und Paul auf einer Briefmarke der Deutschen Bundespost Berlin von 1982